# Koppányszántó
Koppányszántó è un comune dell'Ungheria centro-meridionale di 427 abitanti (dati 2001). È situato nella contea di Tolna.